# My Best Friend's Girl
My Best Friend's Girl es una película de 2008 por Howard Deutch y es protagonizada por Dane Cook, Kate Hudson, Jason Biggs, Diora Baird, Alec Baldwin, y Lizzy Caplan. Fue estrenada el 19 de septiembre de 2008.

## Sinopsis
Tank se enfrenta a la última prueba de amistad cuando su mejor amigo lo contrata para llevar a su exnovia a cenar en una fecha fatal para hacerla darle cuenta que tan grande era su exnovio.

## Elenco
- Dane Cook como Sherman 'Tank' Turner.
- Kate Hudson como Alexis.
- Jason Biggs como Dustin.
- Alec Baldwin como Profssor William Turner, padre de Tank.
- Diora Baird como Rachel.
- Lizzy Caplan como Ami.
- Taran Killam como Josh.
- Malcolm Barrett como Dwalu.
- Riki Lindhome como Hilary.
- Mini Anden como Lizzy.
- Robert Fennessy, II como el camarero.
- Brad Garret

## Música
- Always Where I Need to Be de The Kooks